# 三上延
三上 延（みかみ えん、1971年10月21日 -）は、日本の小説家。神奈川県横浜市生まれ。

## 略歴
1971年神奈川県横浜市生まれ。2歳頃から綾瀬市に住み、10歳で藤沢市に転居。神奈川県立大船高等学校を経て、武蔵大学人文学部社会学科を卒業。
大学時代は文芸部に所属。中古レコード店、古書店勤務を経て、『ダーク・バイオレッツ』で第8回電撃小説大賞3次選考を通過し、2002年に同作でデビュー。ホラー風の作品が多かったが2011年に発表した古書ミステリー『ビブリア古書堂の事件手帖』が人気作になる。同作は2012年に本屋大賞にノミネートされている。
2012年、「足塚不二雄『UTOPIA 最後の世界大戦』（鶴書房）」（『ビブリア古書堂の事件手帖2』に収録）で第65回（平成24年度）日本推理作家協会賞短編部門にノミネートされる。
2014年3月14日、『ビブリア古書堂の事件手帖4』（メディアワークス文庫）で第67回（平成26年度）日本推理作家協会賞長編および連作短編集部門にノミネートされる。

## 作品リスト

### 単行本
電撃文庫
- ダーク・バイオレッツ（2002年6月 - 2004年3月, 全7巻）
- シャドウテイカー（2004年6月 - 2005年6月, 全5巻）
- 山姫アンチメモニクス（2005年8月 - 2005年12月, 全2巻）
- 天空のアルカミレス（2006年4月 - 2007年6月, 全5巻）
- モーフィアスの教室（2008年1月 - 2008年11月, 全4巻）
- 偽りのドラグーン（2009年8月 - 2011年7月, 全5巻）

メディアワークス文庫
- ビブリア古書堂の事件手帖（2011年3月 - 2017年2月, 全7巻）
- ビブリア古書堂の事件手帖 ～扉子と不思議な客人たち～（2018年9月 - 、既刊3巻）

角川つばさ文庫
- ビブリア古書堂の事件手帖（2016年8月 - ）

光文社
- 江ノ島西浦写真館 （2015年12月16日 / 光文社文庫、2018年6月12日）

新潮社
- 同潤会代官山アパートメント（2019年4月）

その他
- ファンタジーへの誘い-ストーリーテラーのことのは-（2016年6月 徳間書店）《インタビュー集》

### 雑誌掲載・アンソロジー収録作品
- 「Falling」（『電撃hp Volume31』2004年8月）
- 「M/W・二枚のメダル」（『電撃hpSPECAL 2005 SPRING』）
- 「死者の箱舟」（『電撃h』）
- 「いぬみみメイド かなたタン」（『電撃hPa』）
- 「ネガイゴト」（『電撃hp Volume43』2006年8月）
- 「マリカ」（『電撃hp Volume49』2007年8月）
- 「月の沙漠を」（『この部屋で君と』新潮文庫nex、2014年9月）
- 「江ノ島西浦写真館」（『ジャーロ』No.54、2015年6月）
- 「太宰治『待つ』」（『ビブリア古書堂の事件手帖 7巻発売記念スペシャル書き下ろし掌編』フリーペーパー、2017年2月）再録
- 「2020」（『蠱惑の本 異形コレクションL』光文社文庫、2020年12月）
- 「シネマバー・ソラリスと探しもの」（『別冊文藝春秋』2021年7月号 - 連載中）
- 「美味しいということは」（『おいしい旅 しあわせ編』角川文庫、2023年10月）
- 「ビブリア古書堂の事件手帖～約翰福音乃傳～」（『神様の本』メディアワークス文庫、2025年1月）
- 「微笑みに死す」（『Jミステリー 2025 SPRING』光文社文庫、2025年4月）

## その他

### 編纂・監修
- 栞子さんの本棚 ビブリオ古書堂セレクトハンドブック（編纂・エッセイ執筆、角川文庫、2013年5月）
- ビブリア古書堂セレクトブック ブラック・ジャック編（編纂・エッセイ執筆、角川文庫、2017年2月）
- ビブリア古書堂の事件手帖スピンオフ こぐちさんと僕のビブリアファイト部活動日誌（原作・監修、峰守ひろかず著、電撃文庫、2017年3月）

### エッセイ・評論
- 解説「落穂拾い」と私――小山清の生活のこと（『落穂拾い・犬の生活』小山清著、ちくま文庫、2013年3月）
- 大人が楽しめる新感覚ライトノベル入門（『THE21』第30巻第5号 PHP研究所、2013年5月）
- 読書狂（ビブリオマニア）の冒険は終わらない! （倉田英之との共著、集英社新書、2014年10月）
- 恐怖のノスタルジー（エッセイ）（『小説新潮』2017年8月号）
- トップランナーの図書館活用術 才能を引き出した情報空間　 (インタビュー 「物語を紡ぐ人、物語と出会う場所」）(岡部 晋典 著、勉誠出版、2017年8月）
- 「『文化防衛論』の射程――三島と天皇」（『yomyom』2020年12月号）
- 「気づけば、相棒」（『小説宝石』2024年1月号）

## 映像化
- ビブリア古書堂の事件手帖 （2013年1月 - 3月、フジテレビ系にて放送。主演：剛力彩芽）